# Casa dels Dofins
La Casa dels Dofins és una domus o casa benestant romana de la darreria del segle i aC, a la part alta de l'antiga ciutat de Baetulo a l'actual barri de Dalt de la Vila de Badalona, entre els carrers Quintana Alta i Sant Felip i d'en Rosés. Les restes d'aquesta edificació van ser descobertes a la dècada dels trenta del segle passat per Josep de Calassanç Serra i Ràfols. Arran dels treballs arqueològics que s'hi portaren a terme, es recuperaren diversos paviments de mosaic de gran qualitat que s'integraren als fons del Museo Arqueológico Provincial de Barcelona, actual Museu d'Arqueologia de Catalunya. El nom de la casa procedeix de la sanefa del mosaic que hi ha a l'impluvium del peristil que recull l'aigua i el drena cap a un  dipòsit.
De l'edifici original se'n conserven unes estances situades a l'entorn de l'atri, algunes habitacions relacionades amb el peristil o el jardí de la casa i una zona de treball destinada a la producció de vi, on es troben tres dipòsits de gran capacitat. A més a més dels mosaics, destaquen les restes de pintures murals originals que es conserven en alguns dels trams de paret de l'edifici.
Aquest espai, depenent del Museu de Badalona, va ser museïtzat l'any 2008 amb l'objectiu de traslladar el visitant a l'ambient d'una casa d'època romana. Destaca la il·luminació escenogràfica, l'ambientació de mobiliari i objectes d'attrezzo procedents de la reconstrucció històrica, els sons ambients i l'audiovisual que recrea virtualment l'aspecte original de l'edifici.
El jaciment està situat al barri de Dalt de la Vila
Durant l'excavació de 1981 es va  confirmar l'existència d'una casa d'època romana alt-imperial que devia formar part del nucli urbà de Baetulo. És una casa d'estructura típicament romana amb un pati central descobert i envoltat per un corredor possiblement cobert amb una sèrie d'habitacions que donaven a aquest corredor. Tant el pati central com les habitacions principals eren pavimentades amb mosaics fets amb tessel·les de marbre d'un centímetre aproximadament en blanc i negre formant motius geomètrics. El corredor del voltant del pati era pavimentat amb una combinació d’opus signinum i tessel·les amb dibuixos simples, així com les habitacions més senzilles de la casa que també eren pavimentades amb aquest sòl.
La casa tenia dos nivells: les habitacions dels mosaics i l'atri eren a un nivell superior, i les altres habitacions, més senzilles, i suposadament dedicades al servei, a un nivell inferior. Algunes parets conserven restes de pintures murals combinant diferents colors i motius.
D'altra banda hi ha una sèrie d'habitacions que donen al Carrer Lladó, dos es van descobrir en les excavacions de l'any 1927, amb un sòl de terra piconada que sembla no tenir cap relació amb la casa. Serra Ràfols apunta la possibilitat que aquestes habitacions fossin magatzems, quadres o cambres de servei que pel sud del tablinum devien comunicar amb la part posterior de la casa on s'han de suposar les cuines. Josep Guitart opina que aquestes dues habitacions s'obririen a manera de tavernae al carrer romà núm. 6, que segons la seva hipòtesi i després de última excavació, s'ha constatat que, per una banda, les restes de la casa són a 2,5 m més amunt respecte a la situació que tenien en el mapa de Josep Guitart, i l'orientació d'aquesta casa també hauria de variar doncs s'inclina lleugerament cap al nord-oest. Per tant, el carrer romà núm. 6 del plànol de Guitart s'haurà de replantejar.
En el quadre 5 obert al petit hort de la casa, van aparèixer dos murs. Un en sentit nord-sud que abraçava tota la cata tancant per una part l'atri, i per altre una habitació pavimentada amb signinum. Era estucat de color negre i possiblement tancava l'habitació del quadre 1. L'altre mur tenia una orientació est-oest i sortia en un dels extrems de la cata tancant l'atri pel sud i delimitant amb l'altra paret una habitació que no es va poder excavar però que probablement és l'habitació interpretada com una taverna per Guitart.
Una altra de les poques estructures aparegudes i que potser caldrà reconsiderar, és l'enllosat que va sortir en el quadre 10 i que pertany a una claveguera romana, sota de l'estrat 8, que per la seva ceràmica es va poder datar cap a la meitat del segle i, i que per tant ens permet conèixer el moment de construcció. Respecte a aquesta claveguera pensem que podria tractar-se de la claveguera d'un carrer o bé de la claveguera d'una casa, sense que es pugui afirmar cap de les dues coses fins que s'excavi la resta del solar.
Quant als mosaics trobats, tant els que es varen descobrir en les excavacions d'en Serra Ràfols, com en els trobats en aquesta darrera excavació, tenen una cronologia donada per A. Balil i X. Barral en els seus estudis, els quals arriben a les següents conclusions: Segons A. Balil, els paviments d'aquesta casa el porten a distingir dues sèries diferenciables cronològicament: els paviments d'opus signinum serien de principi del segle i, en canvi els mosaics tessel·lats en blanc i negre correspondrien a final del segle i o principi del segle ii. Això voldria dir que la decoració d'aquesta casa va ser modificada en aquesta segona data i potser també l'estructura que va destruir els paviments anteriors. Barral, en canvi, considera els dos tipus de paviments d'un mateix moment i proposa com a cronologia de conjunt la segona meitat del segle i i la primera del segle ii.
Les excavacions de 1985 donaren com a resultat la troballa d'unes restes industrials que quedaren limitades al cantó sud-oest per la domus esmentada i al costat nord-est per un mur que obria a una de les cardines de la ciutat. D'aquest conjunt industrial es conserven restes de tres dipòsits, un petit fogar, quatre filades d'àmfores i una possible premsa. Els dipòsits són disposats en direcció nord-est/sud-oest. Els dos dipòsits, situats a cadascun dels extrems es troben a diferents alçades i és el més proper al fogar el que es troba a una cota superior. El dipòsit del mig manté un marcat pendent a fi de comunicar els altres dos. Són pavimentats amb opus signinum i almenys dos presenten la mitja canya en la unió amb les parets. Aquestes són fetes de pedra petita i morter, presenten el típic aïllador de cendres entre els murs i l'arrebossat. L'amplada de cadascuna és de 0,40 m en les exteriors i de 0,50 m en les de separació entre els dipòsits. L'interior té una superfície de 2,60 m × 2,60 m i una alçada d'aproximadament 0,90 m (la capacitat dels tres dipòsits és de 18.252 litres). Per damunt de cada dipòsit i descansant sobre una de les parets exteriors queden restes d'opus signinum que és interpretat com a paviment de sòl. Escassament a 0,20 m de distància d'un dels dipòsits aparegueren les restes molt malmeses d'un petit fogar, del qual solament es conserva l'empremta deixada a l'argila natural. Presenta una forma circular, amb una petita prolongació en un dels extrems. Té un diàmetre d'un metre i en el centre una petita cavitat circular de 0,35 m 
Al sud-est del forn es van trobar divuit àmfores de la forma Pascual 1, distribuïdes en dues filades paral·leles i en posició invertida. Una de les dues filades, la més propera al fogar, presenta dotze àmfores de les quals tres conserven la vora i les nanses, la resta només la vora. La separació entre cadascuna és de 0,16 m, per tant les panxes es devien tocar. A un metre d'aquesta, i disposada de la mateixa manera tenim una altra filada de cinc àmfores. L'estrat que les cobria contenia restes de fusta, la qual cosa fa pensar que sia aquestes àmfores han pogut conservar-se en aquesta posició era perquè tenien un suport a la part baixa, que va evitar que es tombessin amb el pes de la terra abocada posteriorment. A l'extrem nord-oest del solar hi aparegueren quatre àmfores més, disposades de la mateixa manera. Entre els dipòsits i aquestes dues filades d'àmfores es troba una gran cavitat de 2,20 m de diàmetre i 0,65 m de fondària que sembla pertànyer a l'empremta deixada per una premsa. En un dels extrems conserva un petit encaix de 0,20 m de fondària i 0,60 m d'amplada. Quant a la datació, tenim documentada una fase anterior a la d'aquest conjunt en la qual tota la zona, incloent-hi el cardo (el carrer major d'un assentament romana), està ocupada per un gran magatzem de dolia excavades.
Sobre aquest nivell comença una segona fase que anul·la tota l'activitat anterior basada probablement en una economia cerealística i assenyala un nou model econòmic marcat per l'exportació de vi. Aquesta segona fases'ahuria acabat a l'inici del regnat dels flavis que sorprenentment coincideix amb l'amortització del cardo que passa per davant de la petita indústria. En un moment posterior es desmunten algunes de les parets i clavegueres tant de la indústria, com del carrer, i es torna a terraplenar tota la zona amb un estrat que data del primer quart del segle ii.
Durant l'excavació de 1991 s'hi van excavar totalment dos àmbits excavats parcialment per Josep Serra i Ràfols. Es tracta de dues habitacions amb paviment de terra batuda, i amb dues capes d'estuc amb pintures murals a les parets. L'excavació ha permès determinar que aquests dos àmbits i dels altres dos re-excavats l'any 1985 no eren tabernae, sinó que formarien part d'una altra edificació, possiblement una altra domus que se situaria per sota de l'anterior. La data de construcció d'aquests dos àmbits no s'ha pogut determinar, ja que no han aparegut nivells de fonamentació, però potser s'hauria de relacionar amb el moment d'amortització d'una sitja situada davant de l'entrada d'un dels àmbits, amortització que es produeix al darrer quart del segle i aC. A partir del tercer quart del segle i, les habitacions s'abandonen i això provocarà uns nivells de rebliment a l'interior dels àmbits i de destrucció de les estructures.
Els resultats de l'excavació de 1992 posaren al descobert una estructura d'època romana que interpretem com un estany, pertanyent possiblement a un peristil que formaria part d'una domus situada al sud-est de la coneguda domus del Carrer Lladó. Aquesta troballa, fa replantejar la hipòtesi de Josep Guitart quant a l'existència d'un decumanus just al davant de la ja coneguda domus del Carrer d'en Lladó. D'aquest estany, amb una orientació nord-oest/sud-est, s'ha excavat un tram de 7,75 m de llargada. Té una amplada d'1,55 m i té un paviment d'opus signinum, amb els murs interiors arrebossats i amb mitja canya en la unió dels murs amb el paviment, tret característic dels contenidors d'aigua. El sòl de l'estany té un suau pendent per ambdós costats, cap a un forat de desguàs, suposat en la part central de l'estructura. De les dues parets laterals, una s'ha conservat totalment i té un acabat molt acurat, la qual cosa fa deduir que l'estany tindria també una funció decorativa. A part del forat de desguàs, s'ha documentat un sobreeixidor just en línia amb el forat de desguàs, possiblement en la part central de l'estany. L'època de construcció de l'estany no s'ha pogut determinar perquè els murs encaixen directament al terra verge, sense trinxera de fonamentació, però l'excavació posà de manifest que funcionà fins a l'època flàvia, quan s'abandonà i es reomplí.
De l'excavació de 1994, el resultat més important que es desprèn de l'anàlisi dels materials proporcionats tant pels diferents nivells de condicionament del terreny, com per les preparacions dels paviments de les diferents estances de la casa (atri, impluvi, triclini, cubícul) és el poder establir una cronologia per la realització dels paviments, i per tant, tenir per primera vegada una datació basada en anàlisis estratigràfiques per la construcció de la casa, entenent que la construcció dels paviments és contemporània a l'edificació de la domus. En els darrers articles publicats sobre aquesta "domus", i segons els tipus de paviments, se situava la construcció de la casa en el primer o segon terç del segle i aC. Ara, i gràcies a la troballa d'àmfores laietanes de la forma Pascual 1, es pot afirmar que els paviments (i la casa) tenen una datació a partir del 40-30 aC. Quant a l'abandonament de la construcció, els nivells que reomplen les rases d'espoli de diversos elements de l'atri (marbre de l'impluvi, canonada de plom) no obstant contenir escassíssim material ceràmic, han proporcionat TSS Drag. 37 i comuna africana Ostia II, materials que poden situar la formació dels estrats en època flàvia, fet que concorda amb els resultats obtinguts en anteriors campanyes d'excavació.
El 1994 es dugueren a terme tasques de consolidació de les restes emmarcat en projecte que consistia en tres fases: 1a recuperació de la planta de la casa. 2a neteja i consolidació dels elements originals i 3a reintegració i reproducció dels elements originals.
Els resultats de l'excavació de 1996 permeten confirmar el fet que la zona ja fou excavada per Serra Ràfols l'any 1927. També es constatà que el mur de tancament de l'atri no té cap pas que connecti l'atri amb l'habitació situada al sud, és a dir amb la zona del peristil. Com a conclusió es pot dir que l'abandonament d'aquest àmbit, que forma part juntament amb altres tres d'un peristil, es pot relacionar amb l'abandonament de domus d'atri. Aquest abandonament global permet plantejar la hipòtesi que es tracti d'una única domus, d'atri i peristil, fet que concordaria plenament amb la cronologia proposada per la construcció d'aquesta casa, a partir del 40-30 aC.